# Copa Colombia 2010
La Copa Colombia 2010 (conocida como Copa Postobón 2010 por motivos de patrocinio)  fue la octava (8 a) edición del torneo nacional de Copa organizado por la División Mayor del Fútbol Colombiano que enfrenta a los clubes de las categorías Primera A y Primera B del fútbol profesional en Colombia. Comenzó el 24 de febrero y culminó el 3 de noviembre.
El campeón del torneo fue el Deportivo Cali que venció al Itagüí Ditaires de la Primera B. Así, el equipo caleño clasificó a la Copa Sudamericana 2011.

## Sistema de juego
Al igual que en las dos ediciones anteriores, los 36 equipos afiliados a la División Mayor del Fútbol Colombiano (Dimayor) toman parte del torneo, divididos en seis grupos con igual número de equipos que se enfrentarán todos contra todos en 10 fechas. La principal novedad del torneo es que además de los dos primeros de cada grupo, ahora los cuatro mejores terceros avanzarán a la segunda fase.
Después, entre los dieciséis equipos clasificados habrá enfrentamientos directos (octavos de final). Ocho saldrán eliminados, mientras los restantes buscarán cuatro cupos directos (cuartos de final). Posteriormente los cuatro equipos se enfrentarán en semifinales y los vencedores dispurarán la final del torneo.

## Equipos participantes
Estos son los equipos participantes para la edición de 2010 a partir de la fase de grupos regionales.
| Categoría Primera A | Categoría Primera A |
| --- | --- |
| - América de Cali - Atlético Huila - Atlético Nacional - Boyacá Chicó - Cortuluá - Cúcuta Deportivo - Deportes Quindío - Deportes Tolima - Deportivo Cali | - Deportivo Pereira - Envigado F. C. - Independiente Medellín - Junior - La Equidad - Millonarios - Once Caldas - Real Cartagena - Santa Fe |

| Categoría Primera B | Categoría Primera B |
| --- | --- |
| - Academia F. C. - Alianza Petrolera - Atlético Bucaramanga - Atlético La Sabana - Barranquilla F. C. - Bogotá F. C. - Centauros - Depor Aguablanca - Deportivo Pasto | - Deportivo Rionegro - Expreso Rojo - Itagüí Ditaires - Juventud Girardot - Pacífico F. C. - Patriotas - Real Santander - Unión Magdalena - Valledupar F. C. |

## Fase de grupos regionales
Este es el sistema de grupos aprobado para la realización del torneo.

### Grupo A
Equipos pertenecientes a la Región Caribe.
| Equipo             | Pts | PJ | PG | PE | PP | GF | GC | DIF |
| ------------------ | --- | -- | -- | -- | -- | -- | -- | --- |
| Real Cartagena     | 18  | 10 | 5  | 3  | 2  | 20 | 15 | 5   |
| Junior             | 18  | 10 | 5  | 3  | 2  | 13 | 9  | 4   |
| Atlético La Sabana | 15  | 10 | 3  | 6  | 1  | 15 | 13 | 2   |
| Valledupar F. C.   | 13  | 10 | 3  | 4  | 3  | 9  | 10 | -1  |
| Barranquilla F. C. | 9   | 10 | 2  | 3  | 5  | 12 | 17 | -5  |
| Unión Magdalena    | 6   | 10 | 1  | 3  | 6  | 10 | 15 | -5  |

| Fecha         | Local        |     | Visitante    |              | Local      |              | Visitante    |     | Local        |     | Visitante |
| ------------- | ------------ | --- | ------------ | ------------ | ---------- | ------------ | ------------ | --- | ------------ | --- | --------- |
| 24 de febrero | Barranquilla | 3:2 | Magdalena    |              | Valledupar | 1:0          | Junior       |     | La Sabana    | 1:2 | Cartagena |
| 10 de marzo   | Magdalena    | 1:2 | La Sabana    | Junior       | 1:0        | Barranquilla | Cartagena    | 2:0 | Valledupar   |     |           |
| 17 de marzo   | Magdalena    | 1:1 | Junior       | Barranquilla | 1:2        | Cartagena    | La Sabana    | 1:1 | Valledupar   |     |           |
| 14 de abril   | La Sabana    | 1:1 | Junior       | Cartagena    | 1:1        | Magdalena    | Valledupar   | 0:0 | Barranquilla |     |           |
| 28 de abril   | Junior       | 1:2 | Cartagena    | Magdalena    | 1:0        | Valledupar   | Barranquilla | 1:2 | La Sabana    |     |           |
| 5 de mayo     | Magdalena    | 1:2 | Barranquilla | Junior       | 3:2        | Valledupar   | Cartagena    | 3:3 | La Sabana    |     |           |
| 12 de mayo    | La Sabana    | 1:0 | Magdalena    | Barranquilla | 0:1        | Junior       | Valledupar   | 1:0 | Cartagena    |     |           |
| 14 de julio   | Junior       | 2:1 | Magdalena    | Cartagena    | 5:2        | Barranquilla | Valledupar   | 2:2 | La Sabana    |     |           |
| 28 de julio   | Junior       | 0:0 | La Sabana    | Magdalena    | 2:2        | Cartagena    | Barranquilla | 1:1 | Valledupar   |     |           |
| 4 de agosto   | Cartagena    | 1:3 | Junior       | Valledupar   | 1:0        | Magdalena    | La Sabana    | 2:2 | Barranquilla |     |           |

### Grupo B
Equipos pertenecientes a la Región Paisa.
| Equipo                 | Pts | PJ | PG | PE | PP | GF | GC | DIF |
| ---------------------- | --- | -- | -- | -- | -- | -- | -- | --- |
| Atlético Nacional      | 19  | 10 | 6  | 1  | 3  | 17 | 8  | 9   |
| Itagüí Ditaires        | 19  | 10 | 6  | 1  | 3  | 13 | 7  | 6   |
| Envigado F. C.         | 15  | 10 | 4  | 3  | 3  | 11 | 9  | 2   |
| Once Caldas            | 14  | 10 | 4  | 2  | 4  | 17 | 14 | 3   |
| Independiente Medellín | 9   | 10 | 2  | 3  | 5  | 7  | 12 | -5  |
| Deportivo Rionegro     | 8   | 10 | 2  | 2  | 6  | 7  | 22 | -15 |

| Fecha         | Local       |     | Visitante   |             | Local    |             | Visitante   |     | Local    |     | Visitante |
| ------------- | ----------- | --- | ----------- | ----------- | -------- | ----------- | ----------- | --- | -------- | --- | --------- |
| 24 de febrero | Itagüí      | 3:0 | Medellín    |             | Nacional | 5:0         | Once Caldas |     | Rionegro | 0:2 | Envigado  |
| 10 de marzo   | Medellín    | 1:1 | Rionegro    | Once Caldas | 0:2      | Itagüí      | Envigado    | 1:2 | Nacional |     |           |
| 17 de marzo   | Medellín    | 1:2 | Once Caldas | Itagüí      | 0:1      | Envigado    | Rionegro    | 2:1 | Nacional |     |           |
| 14 de abril   | Rionegro    | 0:5 | Once Caldas | Envigado    | 1:0      | Medellín    | Nacional    | 0:1 | Itagüí   |     |           |
| 28 de abril   | Once Caldas | 0:0 | Envigado    | Medellín    | 2:1      | Nacional    | Itagüí      | 1:0 | Rionegro |     |           |
| 5 de mayo     | Medellín    | 1:1 | Itagüí      | Once Caldas | 1:2      | Nacional    | Envigado    | 1:1 | Rionegro |     |           |
| 12 de mayo    | Rionegro    | 2:1 | Medellín    | Itagüí      | 2:1      | Once Caldas | Nacional    | 3:1 | Envigado |     |           |
| 14 de julio   | Once Caldas | 1:0 | Medellín    | Envigado    | 3:1      | Itagüí      | Nacional    | 2:0 | Rionegro |     |           |
| 28 de julio   | Once Caldas | 6:1 | Rionegro    | Medellín    | 1:0      | Envigado    | Itagüí      | 0:1 | Nacional |     |           |
| 4 de agosto   | Envigado    | 1:1 | Once Caldas | Nacional    | 0:0      | Medellín    | Rionegro    | 0:2 | Itagüí   |     |           |

### Grupo C
Equipos pertenecientes a la Región de los Santanderes y Boyacá.
| Equipo               | Pts | PJ | PG | PE | PP | GF | GC | DIF |
| -------------------- | --- | -- | -- | -- | -- | -- | -- | --- |
| Cúcuta Deportivo     | 19  | 10 | 6  | 1  | 3  | 17 | 11 | 6   |
| Atlético Bucaramanga | 16  | 10 | 5  | 1  | 4  | 17 | 14 | 3   |
| Boyacá Chicó         | 16  | 10 | 5  | 1  | 4  | 14 | 12 | 2   |
| Real Santander       | 15  | 10 | 5  | 0  | 5  | 17 | 17 | 0   |
| Patriotas            | 12  | 10 | 4  | 0  | 6  | 12 | 21 | -9  |
| Alianza Petrolera    | 8   | 10 | 2  | 3  | 5  | 15 | 17 | -2  |

| Fecha         | Local       |     | Visitante   |             | Local     |             | Visitante   |     | Local       |     | Visitante |
| ------------- | ----------- | --- | ----------- | ----------- | --------- | ----------- | ----------- | --- | ----------- | --- | --------- |
| 24 de febrero | Petrolera   | 1:1 | Bucaramanga |             | Santander | 4:0         | Patriotas   |     | Chicó       | 3:0 | Cúcuta    |
| 10 de marzo   | Cúcuta      | 3:0 | Santander   | Patriotas   | 2:0       | Petrolera   | Chicó       | 4:0 | Bucaramanga |     |           |
| 17 de marzo   | Petrolera   | 0:1 | Cúcuta      | Patriotas   | 2:3       | Bucaramanga | Chicó       | 1:2 | Santander   |     |           |
| 14 de abril   | Cúcuta      | 2:1 | Bucaramanga | Chicó       | 1:3       | Patriotas   | Santander   | 3:0 | Petrolera   |     |           |
| 28 de abril   | Bucaramanga | 0:1 | Santander   | Petrolera   | 1:1       | Chicó       | Patriotas   | 2:0 | Cúcuta      |     |           |
| 5 de mayo     | Bucaramanga | 3:1 | Petrolera   | Patriotas   | 0:3       | Santander   | Cúcuta      | 3:0 | Chicó       |     |           |
| 12 de mayo    | Santander   | 1:2 | Cúcuta      | Petrolera   | 5:1       | Patriotas   | Bucaramanga | 2:0 | Chicó       |     |           |
| 14 de julio   | Cúcuta      | 2:2 | Petrolera   | Santander   | 1:2       | Chicó       | Bucaramanga | 1:2 | Patriotas   |     |           |
| 28 de julio   | Patriotas   | 0:1 | Chicó       | Bucaramanga | 2:1       | Cúcuta      | Petrolera   | 5:2 | Santander   |     |           |
| 4 de agosto   | Cúcuta      | 3:0 | Patriotas   | Santander   | 0:4       | Bucaramanga | Chicó       | 1:0 | Petrolera   |     |           |

### Grupo D
Equipos pertenecientes a Bogotá y Villavicencio.
| Equipo         | Pts | PJ | PG | PE | PP | GF | GC | DIF |
| -------------- | --- | -- | -- | -- | -- | -- | -- | --- |
| La Equidad     | 20  | 10 | 6  | 2  | 2  | 15 | 9  | 6   |
| Millonarios    | 16  | 10 | 4  | 4  | 2  | 22 | 14 | 8   |
| Santa Fe       | 16  | 10 | 4  | 4  | 2  | 14 | 9  | 5   |
| Centauros      | 11  | 10 | 2  | 5  | 3  | 10 | 14 | -4  |
| Academia F. C. | 8   | 10 | 1  | 5  | 4  | 9  | 15 | -6  |
| Bogotá F. C.   | 8   | 10 | 2  | 2  | 6  | 8  | 17 | -9  |

| Fecha         | Local       |     | Visitante   |             | Local    |             | Visitante |     | Local     |     | Visitante |
| ------------- | ----------- | --- | ----------- | ----------- | -------- | ----------- | --------- | --- | --------- | --- | --------- |
| 24 de febrero | Academia    | 0:3 | Millonarios |             | Santa Fe | 2:0         | Equidad   |     | Centauros | 2:2 | Bogotá    |
| 10 de marzo   | Millonarios | 1:1 | Centauros   | Academia    | 1:1      | Equidad     | Bogotá    | 1:0 | Santa Fe  |     |           |
| 17 de marzo   | Millonarios | 0:2 | Equidad     | Academia    | 2:0      | Bogotá      | Centauros | 0:0 | Santa Fe  |     |           |
| 14 de abril   | Centauros   | 1:3 | Equidad     | Bogotá      | 3:2      | Millonarios | Santa Fe  | 1:1 | Academia  |     |           |
| 28 de abril   | Bogotá      | 0:3 | Equidad     | Millonarios | 2:2      | Santa Fe    | Academia  | 0:0 | Centauros |     |           |
| 5 de mayo     | Millonarios | 4:2 | Academia    | Equidad     | 2:0      | Santa Fe    | Bogotá    | 1:2 | Centauros |     |           |
| 12 de mayo    | Centauros   | 2:2 | Millonarios | Equidad     | 2:2      | Academia    | Santa Fe  | 2:1 | Bogotá    |     |           |
| 14 de julio   | Equidad     | 0:3 | Millonarios | Bogotá      | 0:0      | Academia    | Santa Fe  | 3:0 | Centauros |     |           |
| 28 de julio   | Equidad     | 1:0 | Centauros   | Millonarios | 3:0      | Bogotá      | Academia  | 0:2 | Santa Fe  |     |           |
| 4 de agosto   | Equidad     | 1:0 | Bogotá      | Santa Fe    | 2:2      | Millonarios | Centauros | 2:1 | Academia  |     |           |

### Grupo E
Equipos pertenecientes a la Región Pacífica.
| Equipo          | Pts | PJ | PG | PE | PP | GF | GC | DIF |
| --------------- | --- | -- | -- | -- | -- | -- | -- | --- |
| Deportivo Cali  | 19  | 10 | 5  | 4  | 1  | 18 | 7  | 11  |
| Deportivo Pasto | 15  | 10 | 3  | 6  | 1  | 12 | 8  | 4   |
| Cortuluá        | 14  | 10 | 4  | 2  | 4  | 15 | 18 | -3  |
| América de Cali | 12  | 10 | 2  | 6  | 2  | 17 | 14 | 3   |
| Depor F. C.     | 11  | 10 | 3  | 2  | 5  | 13 | 17 | -4  |
| Pacífico F. C.  | 8   | 10 | 2  | 2  | 6  | 12 | 23 | -11 |

| Fecha         | Local    |     | Visitante |          | Local   |          | Visitante |     | Local    |     | Visitante |
| ------------- | -------- | --- | --------- | -------- | ------- | -------- | --------- | --- | -------- | --- | --------- |
| 24 de febrero | Pasto    | 0:0 | Cali      |          | América | 1:1      | Depor     |     | Cortuluá | 2:1 | Pacífico  |
| 10 de marzo   | Pacífico | 2:2 | América   | Depor    | 1:0     | Pasto    | Cali      | 4:1 | Cortuluá |     |           |
| 17 de marzo   | Pasto    | 2:1 | Pacífico  | Cortuluá | 3:0     | América  | Cali      | 3:1 | Depor    |     |           |
| 14 de abril   | Pacífico | 0:1 | Cali      | Cortuluá | 1:2     | Depor    | América   | 0:0 | Pasto    |     |           |
| 28 de abril   | Pasto    | 1:1 | Cortuluá  | Depor    | 2:2     | Pacífico | Cali      | 1:1 | América  |     |           |
| 5 de mayo     | Cali     | 1:1 | Pasto     | Depor    | 3:1     | América  | Pacífico  | 2:1 | Cortuluá |     |           |
| 12 de mayo    | América  | 5:1 | Pacífico  | Pasto    | 2:1     | Depor    | Cortuluá  | 1:0 | Cali     |     |           |
| 14 de julio   | América  | 4:0 | Cortuluá  | Depor    | 0:1     | Cali     | Pacífico  | 0:3 | Pasto    |     |           |
| 28 de julio   | Depor    | 2:3 | Cortuluá  | Cali     | 5:0     | Pacífico | Pasto     | 1:1 | América  |     |           |
| 4 de agosto   | Pacífico | 3:0 | Depor     | América  | 2:2     | Cali     | Cortuluá  | 2:2 | Pasto    |     |           |

### Grupo F
Equipos pertenecientes a Cundinamarca y el occidente del país.
| Equipo            | Pts | PJ | PG | PE | PP | GF | GC | DIF |
| ----------------- | --- | -- | -- | -- | -- | -- | -- | --- |
| Deportes Tolima   | 19  | 10 | 5  | 4  | 1  | 14 | 8  | 6   |
| Deportivo Pereira | 18  | 10 | 5  | 3  | 2  | 18 | 10 | 8   |
| Atlético Huila    | 17  | 10 | 5  | 2  | 3  | 16 | 10 | 6   |
| Deportes Quindío  | 15  | 10 | 5  | 0  | 5  | 19 | 13 | 6   |
| Expreso Rojo      | 8   | 10 | 1  | 5  | 4  | 10 | 21 | -11 |
| Juventud Girardot | 5   | 10 | 1  | 2  | 7  | 10 | 25 | -15 |

| Fecha         | Local    |     | Visitante |          | Local   |          | Visitante |     | Local   |     | Visitante |
| ------------- | -------- | --- | --------- | -------- | ------- | -------- | --------- | --- | ------- | --- | --------- |
| 24 de febrero | Quindío  | 0:1 | Tolima    |          | Pereira | 2:0      | Juventud  |     | Expreso | 1:1 | Huila     |
| 10 de marzo   | Tolima   | 1:1 | Expreso   | Juventud | 1:4     | Quindío  | Huila     | 0:0 | Pereira |     |           |
| 17 de marzo   | Tolima   | 4:1 | Juventud  | Quindío  | 3:1     | Huila    | Expreso   | 2:2 | Pereira |     |           |
| 14 de abril   | Expreso  | 3:3 | Juventud  | Huila    | 2:0     | Tolima   | Pereira   | 2:1 | Quindío |     |           |
| 28 de abril   | Juventud | 1:2 | Huila     | Tolima   | 2:1     | Pereira  | Quindío   | 3:0 | Expreso |     |           |
| 5 de mayo     | Tolima   | 3:1 | Quindío   | Juventud | 1:5     | Pereira  | Huila     | 4:0 | Expreso |     |           |
| 12 de mayo    | Expreso  | 1:1 | Tolima    | Quindío  | 3:0     | Juventud | Pereira   | 1:0 | Huila   |     |           |
| 14 de julio   | Juventud | 0:0 | Tolima    | Huila    | 3:1     | Quindío  | Pereira   | 4:1 | Expreso |     |           |
| 28 de julio   | Juventud | 2:0 | Expreso   | Tolima   | 2:1     | Huila    | Quindío   | 3:1 | Pereira |     |           |
| 4 de agosto   | Huila    | 2:1 | Juventud  | Pereira  | 0:0     | Tolima   | Expreso   | 1:0 | Quindío |     |           |

### Tabla de terceros
Los cuatro mejores terceros clasificarán a segunda fase.
| Grupo | Equipo             | Pts | PJ | PG | PE | PP | GF | GC | DIF |
| ----- | ------------------ | --- | -- | -- | -- | -- | -- | -- | --- |
| F     | Atlético Huila     | 17  | 10 | 5  | 2  | 3  | 16 | 10 | 6   |
| D     | Santa Fe           | 16  | 10 | 4  | 4  | 2  | 14 | 9  | 5   |
| C     | Boyacá Chicó       | 16  | 10 | 5  | 1  | 4  | 14 | 12 | 2   |
| A     | Atlético La Sabana | 15  | 10 | 3  | 6  | 1  | 15 | 13 | 2   |
| B     | Envigado F. C.     | 15  | 10 | 4  | 3  | 3  | 11 | 9  | 2   |
| E     | Cortuluá           | 14  | 10 | 4  | 2  | 4  | 15 | 18 | -3  |

|  | Clasificado a la segunda fase. |
|  | Eliminado.                     |

## Segunda fase
|  | Octavos de final       | Octavos de final       | Octavos de final       |                   |   | Cuartos de final          | Cuartos de final          | Cuartos de final          |  |  | Semifinales            | Semifinales            | Semifinales            |  |  | Final                          | Final                          | Final                          |
|  | del 18 al 25 de agosto | del 18 al 25 de agosto | del 18 al 25 de agosto |                   |   | del 8 al 29 de septiembre | del 8 al 29 de septiembre | del 8 al 29 de septiembre |  |  | del 6 al 13 de octubre | del 6 al 13 de octubre | del 6 al 13 de octubre |  |  | 27 de octubre y 3 de noviembre | 27 de octubre y 3 de noviembre | 27 de octubre y 3 de noviembre |
|  |                        |                        |                        |                   |   |                           |                           |                           |  |  |                        |                        |                        |  |  |                                |                                |                                |
|  |                        |                        |                        |                   |   |                           |                           |                           |  |  |                        |                        |                        |  |  |                                |                                |                                |
|  |                        |                        |                        |                   |   |                           |                           |                           |  |  |                        |                        |                        |  |  |                                |                                |                                |
|  | Real Cartagena         | 0                      | 3 (2)                  |                   |   |                           |                           |                           |  |  |                        |                        |                        |  |  |                                |                                |                                |
|  | Real Cartagena         | 0                      | 3 (2)                  |                   |   |                           |                           |                           |  |  |                        |                        |                        |  |  |                                |                                |                                |
|  | Santa Fe               | 2                      | 1 (3)                  |                   |   |                           |                           |                           |  |  |                        |                        |                        |  |  |                                |                                |                                |
|  | Santa Fe               | 2                      | 1 (3)                  | Santa Fe          | 0 | 1                         |                           |                           |  |  |                        |                        |                        |  |  |                                |                                |                                |
|  |                        |                        |                        |                   | 0 | 1                         |                           |                           |  |  |                        |                        |                        |  |  |                                |                                |                                |
|  |                        | Deportivo Cali         | 1                      | 3                 |   |                           |                           |                           |  |  |                        |                        |                        |  |  |                                |                                |                                |
|  | Deportivo Cali         | Deportivo Cali         | 1                      | 3                 | 0 | 3 (4)                     |                           |                           |  |  |                        |                        |                        |  |  |                                |                                |                                |
|  | Deportivo Cali         |                        |                        |                   | 0 | 3 (4)                     |                           |                           |  |  |                        |                        |                        |  |  |                                |                                |                                |
|  | Junior                 | 1                      | 2 (2)                  |                   |   |                           |                           |                           |  |  |                        |                        |                        |  |  |                                |                                |                                |
|  | Junior                 | 1                      | 2 (2)                  | Deportivo Cali    | 2 | 5                         |                           |                           |  |  |                        |                        |                        |  |  |                                |                                |                                |
|  |                        |                        |                        |                   | 2 | 5                         |                           |                           |  |  |                        |                        |                        |  |  |                                |                                |                                |
|  |                        | La Equidad             | 0                      | 3                 |   |                           |                           |                           |  |  |                        |                        |                        |  |  |                                |                                |                                |
|  | La Equidad             | La Equidad             | 0                      | 3                 | 1 | 2                         |                           |                           |  |  |                        |                        |                        |  |  |                                |                                |                                |
|  | La Equidad             |                        |                        |                   | 1 | 2                         |                           |                           |  |  |                        |                        |                        |  |  |                                |                                |                                |
|  | Atlético Huila         | 2                      | 0                      |                   |   |                           |                           |                           |  |  |                        |                        |                        |  |  |                                |                                |                                |
|  | Atlético Huila         | 2                      | 0                      | La Equidad        | 2 | 2                         |                           |                           |  |  |                        |                        |                        |  |  |                                |                                |                                |
|  |                        |                        |                        |                   | 2 | 2                         |                           |                           |  |  |                        |                        |                        |  |  |                                |                                |                                |
|  |                        | Deportivo Pereira      | 0                      | 1                 |   |                           |                           |                           |  |  |                        |                        |                        |  |  |                                |                                |                                |
|  | Deportivo Pasto        | Deportivo Pereira      | 0                      | 1                 | 1 | 0                         |                           |                           |  |  |                        |                        |                        |  |  |                                |                                |                                |
|  | Deportivo Pasto        |                        |                        |                   | 1 | 0                         |                           |                           |  |  |                        |                        |                        |  |  |                                |                                |                                |
|  | Deportivo Pereira      | 2                      | 3                      |                   |   |                           |                           |                           |  |  |                        |                        |                        |  |  |                                |                                |                                |
|  | Deportivo Pereira      | 2                      | 3                      | Deportivo Cali    | 1 | 2                         |                           |                           |  |  |                        |                        |                        |  |  |                                |                                |                                |
|  |                        |                        |                        |                   | 1 | 2                         |                           |                           |  |  |                        |                        |                        |  |  |                                |                                |                                |
|  |                        | Itagüí Ditaires        | 0                      | 0                 |   |                           |                           |                           |  |  |                        |                        |                        |  |  |                                |                                |                                |
|  | Atlético Nacional      | Itagüí Ditaires        | 0                      | 0                 | 2 | 2                         |                           |                           |  |  |                        |                        |                        |  |  |                                |                                |                                |
|  | Atlético Nacional      |                        |                        |                   | 2 | 2                         |                           |                           |  |  |                        |                        |                        |  |  |                                |                                |                                |
|  | Boyacá Chicó           | 2                      | 1                      |                   |   |                           |                           |                           |  |  |                        |                        |                        |  |  |                                |                                |                                |
|  | Boyacá Chicó           | 2                      | 1                      | Atlético Nacional | 0 | 5 (4)                     |                           |                           |  |  |                        |                        |                        |  |  |                                |                                |                                |
|  |                        |                        |                        |                   | 0 | 5 (4)                     |                           |                           |  |  |                        |                        |                        |  |  |                                |                                |                                |
|  |                        | Itagüí Ditaires        | 4                      | 1 (5)             |   |                           |                           |                           |  |  |                        |                        |                        |  |  |                                |                                |                                |
|  | Deportes Tolima        | Itagüí Ditaires        | 4                      | 1 (5)             | 0 | 2                         |                           |                           |  |  |                        |                        |                        |  |  |                                |                                |                                |
|  | Deportes Tolima        |                        |                        |                   | 0 | 2                         |                           |                           |  |  |                        |                        |                        |  |  |                                |                                |                                |
|  | Itagüí Ditaires        | 1                      | 2                      |                   |   |                           |                           |                           |  |  |                        |                        |                        |  |  |                                |                                |                                |
|  | Itagüí Ditaires        | 1                      | 2                      | Itagüí Ditaires   | 3 | 2 (5)                     |                           |                           |  |  |                        |                        |                        |  |  |                                |                                |                                |
|  |                        |                        |                        |                   | 3 | 2 (5)                     |                           |                           |  |  |                        |                        |                        |  |  |                                |                                |                                |
|  |                        | Millonarios            | 2                      | 3 (4)             |   |                           |                           |                           |  |  |                        |                        |                        |  |  |                                |                                |                                |
|  | Cúcuta Deportivo       | Millonarios            | 2                      | 3 (4)             | 0 | 4                         |                           |                           |  |  |                        |                        |                        |  |  |                                |                                |                                |
|  | Cúcuta Deportivo       |                        |                        |                   | 0 | 4                         |                           |                           |  |  |                        |                        |                        |  |  |                                |                                |                                |
|  | Atlético La Sabana     | 1                      | 0                      |                   |   |                           |                           |                           |  |  |                        |                        |                        |  |  |                                |                                |                                |
|  | Atlético La Sabana     | 1                      | 0                      | Cúcuta Deportivo  | 1 | 0                         |                           |                           |  |  |                        |                        |                        |  |  |                                |                                |                                |
|  |                        |                        |                        |                   | 1 | 0                         |                           |                           |  |  |                        |                        |                        |  |  |                                |                                |                                |
|  |                        | Millonarios            | 1                      | 1                 |   |                           |                           |                           |  |  |                        |                        |                        |  |  |                                |                                |                                |
|  | Atl. Bucaramanga       | Millonarios            | 1                      | 1                 | 1 | 2 (1)                     |                           |                           |  |  |                        |                        |                        |  |  |                                |                                |                                |
|  | Atl. Bucaramanga       |                        |                        |                   | 1 | 2 (1)                     |                           |                           |  |  |                        |                        |                        |  |  |                                |                                |                                |
|  | Millonarios            | 2                      | 1 (2)                  |                   |   |                           |                           |                           |  |  |                        |                        |                        |  |  |                                |                                |                                |

### Octavos de final
| 19 de agosto de 2010 | Santa Fe               | 2:0 (1:0) | Real Cartagena | Estadio El Campín, Bogotá |                         |
| 19:30                | Nazarit 1' · Pérez 70' | Reporte   |                | Árbitro(s): Ervin Otero   | Árbitro(s): Ervin Otero |

| 25 de agosto de 2010 | Real Cartagena                              | 3:1 (1:1) (2:3 p.)         | Santa Fe                                          | Estadio Olímpico Jaime Morón León, Cartagena |                              |
| 15:30                | Jiménez 25' · Palomino 46' · Iriarte 89'    | Reporte                    | Mosquera 11'                                      | Árbitro(s): Fernando Camargo                 | Árbitro(s): Fernando Camargo |
|                      |                                             | Tiros desde el punto penal |                                                   |                                              |                              |
|                      | Pérez · Arquez · Cardoso · Tapias · Jiménez |                            | Quintero · Centurión · González · Rodas · Anchico |                                              |                              |

| 18 de agosto de 2010 | Boyacá Chicó          | 2:2 (2:1) | Atlético Nacional       | Estadio La Independencia, Tunja |                           |
| 19:30                | Yanes 18' · Núñez 23' | Reporte   | Motta 31' · Cardona 72' | Árbitro(s): César Penagos       | Árbitro(s): César Penagos |

| 25 de agosto de 2010 | Atlético Nacional        | 2:1 (1:0) | Boyacá Chicó | Estadio Atanasio Girardot, Medellín |                            |
| 19:30                | Pabón 14' · Mondaini 50' | Reporte   | Yanes 65'    | Árbitro(s): Harold Perilla          | Árbitro(s): Harold Perilla |

| 18 de agosto de 2010 | Atlético La Sabana | 1:0 (0:0) | Cúcuta Deportivo | Estadio Arturo Cumplido Sierra, Sincelejo |                         |
| 19:30                | Bolaño 58'         | Reporte   |                  | Árbitro(s): Henry Varón                   | Árbitro(s): Henry Varón |

| 25 de agosto de 2010 | Cúcuta Deportivo                                | 4:0 (0:0) | Atlético La Sabana | Estadio General Santander, Cúcuta |                          |
| 19:30                | García 47' · Arias 57' · Bueno 82' · Osorio 90' | Reporte   |                    | Árbitro(s): Carlos Anaya          | Árbitro(s): Carlos Anaya |

| 18 de agosto de 2010 | Atlético Huila             | 2:1 (2:0) | La Equidad | Estadio Guillermo Plazas Alcid, Neiva |                              |
| 15:30                | Carbonero 2' · Castillo 4' | Reporte   | Diaz 79'   | Árbitro(s): Fernando Camargo          | Árbitro(s): Fernando Camargo |

| 25 de agosto de 2010 | La Equidad                | 2:0 (2:0) | Atlético Huila | Estadio Metropolitano de Techo, Bogotá |                         |
| 19:30                | Mosquera 15' · Castro 32' | Reporte   |                | Árbitro(s): Juan Pontón                | Árbitro(s): Juan Pontón |

| 18 de agosto de 2010 | Junior     | 1:0 (0:0) | Deportivo Cali | Estadio Romelio Martínez, Barranquilla |                            |
| 15:30                | Cortés 87' | Reporte   |                | Árbitro(s): Farid González             | Árbitro(s): Farid González |

| 25 de agosto de 2010 | Deportivo Cali                                 | 3:2 (3:1) (4:2 p.)         | Junior                           | Estadio Deportivo Cali, Palmira |                              |
| 15:30                | Giménez 4' (pen.) · Castillo 36' · Álvarez 44' | Reporte                    | Barahona 26' (pen.) · Orozco 74' | Árbitro(s): Weimar Hernández    | Árbitro(s): Weimar Hernández |
|                      |                                                | Tiros desde el punto penal |                                  |                                 |                              |
|                      | Pérez · Morel · Gómez · Escobar                |                            | Palacio · Ruiz · Torres          |                                 |                              |

| 18 de agosto de 2010 | Itagüí Ditaires | 1:0 (1:0) | Deportes Tolima | Estadio Metropolitano de Ditaires, Itagüí |                            |
| 15:30                | Aguirre 23'     | Reporte   |                 | Árbitro(s): Elver Oliveros                | Árbitro(s): Elver Oliveros |

| 25 de agosto de 2010 | Deportes Tolima                    | 2:2 (2:1) | Itagüí Ditaires | Estadio Manuel Murillo Toro, Ibagué |                        |
| 15:30                | Carrillo 22' (pen.) · Monsalve 30' | Reporte   | Páez 13', 77'   | Árbitro(s): Óscar Ruiz              | Árbitro(s): Óscar Ruiz |

| 18 de agosto de 2010 | Atlético Bucaramanga | 1:2 (1:1) | Millonarios              | Estadio Alfonso López, Bucaramanga |                         |
| 20:30                | Sarmiento 41'        | Reporte   | Estrada 1' · Ulloque 70' | Árbitro(s): Juan Ponton            | Árbitro(s): Juan Ponton |

| 25 de agosto de 2010 | Millonarios                                 | 1:2 (0:0) (2:1 p.)         | Atlético Bucaramanga                               | Estadio El Campín, Bogotá |                          |
| 20:00                | Estrada 47'                                 | Reporte                    | Fierro 67' · Herrera 77' (pen.)                    | Árbitro(s): Jesús García  | Árbitro(s): Jesús García |
|                      |                                             | Tiros desde el punto penal |                                                    |                           |                          |
|                      | Arrechea · Amaya · Pajoy · Robayo · Ulloque |                            | Sarmiento · Amador · Rodríguez · Mendoza · Herrera |                           |                          |

| 18 de agosto de 2010 | Deportivo Pasto | 1:2 (0:2) | Deportivo Pereira            | Estadio Departamental Libertad, Pasto |                           |
| 20:00                | Rendón 66'      | Reporte   | Hinestroza 17' · Cuéllar 37' | Árbitro(s): Luis Trujillo             | Árbitro(s): Luis Trujillo |

| 25 de agosto de 2010 | Deportivo Pereira                        | 3:0 (1:0) | Deportivo Pasto | Estadio Alfonso López Pumarejo, Cartago |                                |
| 15:30                | Franco 45+2' · Rivas 90' · Cuéllar 90+5' | Reporte   |                 | Árbitro(s): Sebastián Restrepo          | Árbitro(s): Sebastián Restrepo |

### Cuartos de final
| 8 de septiembre de 2010 | Santa Fe | 0:1 (0:0) | Deportivo Cali | Estadio Metropolitano de Techo, Bogotá |                             |
| 20:10                   |          | Reporte   | Reina 73'      | Árbitro(s): Brayner Escobar            | Árbitro(s): Brayner Escobar |

| 29 de septiembre de 2010 | Deportivo Cali                             | 3:1 (2:0) | Santa Fe   | Estadio Deportivo Cali, Palmira |                          |
| 20:00                    | Briceño 16' · Amaya 27' · Morel 82' (pen.) | Reporte   | Seijas 80' | Árbitro(s): Juan Gamarra        | Árbitro(s): Juan Gamarra |

| 15 de septiembre de 2010 | La Equidad        | 2:0 (0:0) | Deportivo Pereira | Estadio Metropolitano de Techo, Bogotá |                            |
| 19:30                    | Rentería 73', 85' | Reporte   |                   | Árbitro(s): Elver Oliveros             | Árbitro(s): Elver Oliveros |

| 22 de septiembre de 2010 | Deportivo Pereira | 1:2 (0:2) | La Equidad                        | Estadio Alfonso López Pumarejo, Cartago |                         |
| 15:30                    | Arroyave 60'      | Reporte   | Carreño 15' (pen.) · Palacios 37' | Árbitro(s): Ervin Otero                 | Árbitro(s): Ervin Otero |

| 15 de septiembre de 2010 | Itagüí Ditaires                          | 4:0 (1:0) | Atlético Nacional | Estadio Atanasio Girardot, Medellín |                             |
| 20:00                    | Páez 45', 73' · González 60' · Ortiz 66' | Reporte   |                   | Árbitro(s): Wilson Lamoroux         | Árbitro(s): Wilson Lamoroux |

| 22 de septiembre de 2010 | Atlético Nacional                                                | 5:1 (2:1) (4:5 p.)         | Itagüí Ditaires                        | Estadio Atanasio Girardot, Medellín |                            |
| 20:00                    | Maggiolo 22' · Pabón 36', 76' · Mondaini 58' · Patiño 90' (pen.) | Reporte                    | Páez 1'                                | Árbitro(s): Farid González          | Árbitro(s): Farid González |
|                          |                                                                  | Tiros desde el punto penal |                                        |                                     |                            |
|                          | Pabón · Cardona · Estupiñan · Ibarbo · Patiño                    |                            | Manga · Monroy · Ortiz · Zapata · Páez |                                     |                            |

| 16 de septiembre de 2010 | Millonarios  | 1:1 (1:0) | Cúcuta Deportivo | Estadio Metropolitano de Techo, Bogotá |                              |
| 20:00                    | Arrechea 44' | Reporte   | Bueno 65'        | Árbitro(s): Fernando Camargo           | Árbitro(s): Fernando Camargo |

| 22 de septiembre de 2010                                                                  | Cúcuta Deportivo | 0:1 (0:0) | Millonarios   | Estadio General Santander, Cúcuta |                          |
| 21:30                                                                                     |                  | Reporte   | Estrada 90+4' | Árbitro(s): Carlos Anaya          | Árbitro(s): Carlos Anaya |
| El partido se suspendió por lluvia y se reanudó al día siguiente a las 9:00 de la mañana. |                  |           |               |                                   |                          |

### Semifinales
| 6 de octubre de 2010 | Deportivo Cali        | 2:0 (0:0) | La Equidad | Estadio Deportivo Cali, Palmira |                           |
| 20:00                | Reina 65' · Morel 68' | Reporte   |            | Árbitro(s): Wilmar Roldán       | Árbitro(s): Wilmar Roldán |

| 13 de octubre de 2010 | La Equidad                              | 3:5 (1:2) | Deportivo Cali                                                  | Estadio Metropolitano de Techo, Bogotá |                        |
| 20:00                 | Rentería 13' · Leudo 76' · Corredor 85' | Reporte   | Escobar 1' · J. Álvarez 25' · Reina 74', 89' · Morel 79' (pen.) | Árbitro(s): Óscar Ruiz                 | Árbitro(s): Óscar Ruiz |

| 6 de octubre de 2010 | Millonarios             | 2:3 (2:1) | Itagüí Ditaires                    | Estadio El Campín, Bogotá |                          |
| 20:00                | Amaya 25' · Estrada 30' | Reporte   | Páez 9' · Zapata 50' · Aguirre 86' | Árbitro(s): Imer Machado  | Árbitro(s): Imer Machado |

| 13 de octubre de 2010 | Itagüí Ditaires                                | 2:3 (1:1) (5:4 p.)         | Millonarios                                      | Estadio Metropolitano de Ditaires, Itagüí |                           |
| 15:30                 | Páez 23' · Restrepo 90+3'                      | Reporte                    | Estrada 7', 75' · Arrechea 70'                   | Árbitro(s): Albert Duarte                 | Árbitro(s): Albert Duarte |
|                       |                                                | Tiros desde el punto penal |                                                  |                                           |                           |
|                       | Monroy · Restrepo · Restrepo · González · Páez |                            | Estrada · Henríquez · Montaño · Amaya · Arrechea |                                           |                           |

### Final
| 27 de octubre de 2010 | Itagüí Ditaires | 0:1 (0:1) | Deportivo Cali | Estadio Metropolitano de Ditaires, Itagüí |                          |
| 15:30                 |                 | Reporte   | Escobar 59'    | Árbitro(s): Ímer Machado                  | Árbitro(s): Ímer Machado |

| 3 de noviembre de 2010 | Deportivo Cali          | 2:0 (0:0) | Itagüí Ditaires | Estadio Deportivo Cali, Palmira |                           |
| 18:30                  | Amaya 12' · Escobar 55' | Reporte   |                 | Árbitro(s): Albert Duarte       | Árbitro(s): Albert Duarte |

|                                    |
| Bandera de Colombia                |
| Campeón Deportivo Cali 1.er título |

## Estadísticas

### Tabla general
| Equipo | Equipo                 | Pts | PJ | PG | PE | PP | GF | GC | Dif | Rend  |
| ------ | ---------------------- | --- | -- | -- | -- | -- | -- | -- | --- | ----- |
| 1      | Deportivo Cali         | 40  | 18 | 12 | 4  | 2  | 35 | 14 | 21  | 74.1% |
| 2      | Itagüí Ditaires        | 29  | 18 | 9  | 2  | 7  | 26 | 22 | 4   | 53.7% |
| 3      | La Equidad             | 29  | 16 | 9  | 2  | 5  | 25 | 19 | 6   | 60.4% |
| 4      | Millonarios            | 26  | 16 | 7  | 5  | 4  | 32 | 23 | 9   | 54.2% |
| 5      | Atlético Nacional      | 26  | 14 | 8  | 2  | 4  | 26 | 16 | 10  | 61.9% |
| 6      | Deportivo Pereira      | 24  | 14 | 7  | 3  | 4  | 24 | 15 | 9   | 57.1% |
| 7      | Cúcuta Deportivo       | 23  | 14 | 7  | 2  | 5  | 22 | 14 | 8   | 54.8% |
| 8      | Santa Fe               | 19  | 14 | 5  | 4  | 5  | 18 | 16 | 2   | 45.2% |
| 9      | Real Cartagena         | 21  | 12 | 6  | 3  | 3  | 23 | 18 | 5   | 58.3% |
| 10     | Junior                 | 21  | 12 | 6  | 3  | 3  | 16 | 12 | 4   | 58.3% |
| 11     | Atlético Huila         | 20  | 12 | 6  | 2  | 4  | 18 | 13 | 5   | 55.5% |
| 12     | Deportes Tolima        | 20  | 12 | 5  | 5  | 2  | 16 | 11 | 5   | 55.6% |
| 13     | Atlético Bucaramanga   | 19  | 12 | 6  | 1  | 5  | 20 | 17 | 3   | 52.8% |
| 14     | Atlético La Sabana     | 18  | 12 | 4  | 6  | 2  | 16 | 17 | -1  | 50.0% |
| 15     | Boyacá Chicó           | 17  | 12 | 5  | 2  | 5  | 17 | 16 | 1   | 47.2% |
| 16     | Deportivo Pasto        | 15  | 12 | 3  | 6  | 3  | 13 | 13 | 0   | 41.7% |
| 17     | Deportes Quindío       | 15  | 10 | 5  | 0  | 5  | 19 | 13 | 6   | 50.0% |
| 18     | Envigado F. C.         | 15  | 10 | 4  | 3  | 3  | 11 | 9  | 2   | 50.0% |
| 19     | Real Santander         | 15  | 10 | 5  | 0  | 5  | 17 | 17 | 0   | 50.0% |
| 20     | Once Caldas            | 14  | 10 | 4  | 2  | 4  | 17 | 14 | 3   | 46.7% |
| 21     | Cortuluá               | 14  | 10 | 4  | 2  | 4  | 15 | 18 | -3  | 46.7% |
| 22     | Valledupar F. C.       | 13  | 10 | 3  | 4  | 3  | 9  | 10 | -1  | 43.3% |
| 23     | América de Cali        | 12  | 10 | 2  | 6  | 2  | 17 | 14 | 3   | 40.0% |
| 24     | Patriotas              | 12  | 10 | 4  | 0  | 6  | 12 | 21 | -9  | 40.0% |
| 25     | Depor F. C.            | 11  | 10 | 3  | 2  | 5  | 13 | 17 | -4  | 36.7% |
| 26     | Centauros              | 11  | 10 | 2  | 5  | 3  | 10 | 14 | -4  | 36.7% |
| 27     | Alianza Petrolera      | 9   | 10 | 2  | 3  | 5  | 15 | 17 | -2  | 30.0% |
| 28     | Barranquilla F. C.     | 9   | 10 | 2  | 3  | 5  | 12 | 17 | -5  | 30.0% |
| 29     | Independiente Medellín | 9   | 10 | 2  | 3  | 5  | 7  | 12 | -5  | 30.0% |
| 30     | Academia F. C.         | 8   | 10 | 1  | 5  | 4  | 9  | 15 | -6  | 26.7% |
| 31     | Bogotá F. C.           | 8   | 10 | 2  | 2  | 6  | 8  | 17 | -9  | 26.7% |
| 32     | Pacífico F.C.          | 8   | 10 | 2  | 2  | 6  | 12 | 23 | -11 | 26.7% |
| 33     | Expreso Rojo           | 8   | 10 | 1  | 5  | 4  | 10 | 21 | -11 | 26.7% |
| 34     | Deportivo Rionegro     | 8   | 10 | 2  | 2  | 6  | 7  | 22 | -15 | 26.7% |
| 35     | Unión Magdalena        | 6   | 10 | 1  | 3  | 6  | 10 | 15 | -5  | 20.0% |
| 36     | Juventud Girardot      | 5   | 10 | 1  | 2  | 7  | 10 | 25 | -15 | 16.7% |

### Goleadores
- Actualizado el 3 de noviembre de 2010.[19]

| Jugador          | Equipo               | Goles |
| ---------------- | -------------------- | ----- |
| Yovanny Arrechea | Millonarios          | 11    |
| Luis Páez        | Itagüí Ditaires      | 10    |
| José Herrera     | Atlético Bucaramanga | 8     |
| Edinson Palomino | Real Cartagena       | 8     |
| Óscar Móvil      | Alianza Petrolera    | 7     |
| César Amaya      | Deportivo Cali       | 7     |
| Daniel Hoyos     | Real Santander       | 6     |
| Marcos Mondaini  | Atlético Nacional    | 6     |
| Harold Reina     | Pacífico F. C.       | 6     |
| Jonathan Estrada | Millonarios          | 6     |